# 白石安男
白石 安男（しらいし やすお、1958年8月21日 - ）は、日本の医学者、教育者、武道家。博士（医学）（順天堂大学）。東京理科大学元教授。専攻分野は保健衛生学およびスポーツ医学。研究分野は保健衛生学、運動スポーツの疫学。東京理科大学維持会特別会員。東京都出身。

## 経歴
東京都荒川区南千住にて生まれる。日本大学第一中学校・高等学校を経て、東京理科大学理工学部数学科を卒業後、浦和市立東浦和中学校で教職（数学）に就く。
その後、中京大学大学院体育学研究科修士課程に入学し、スポーツと健康の疫学を専攻。妊産婦の水中運動と出生体重の関連について調査・研究を行った。1991年、同大より体育学修士の学位を授与される。学位論文は「母親のスポーツ歴と児の出生時体重との関連性についての疫学的研究」。
修士課程修了後、順天堂大学大学院医学研究科社会医学系衛生学専攻博士課程に入学。慢性疾患の疫学を研究テーマとする。当時、まだ医学分野の研究に用いられることが少なかった共分散構造分析（構造方程式モデリング）といった統計学的分析手法を用い、生活習慣病や難病患者のQOL評価に応用。1995年、同大より博士（医学）の学位を授与される。学位論文は「網膜色素変性症患者のQOL評価の解析」。

## 教育活動
保健・体育関係では、
- 東京理科大学、立教大学で保健衛生学、スポーツ科学の講義や実技を担当。
- 東京理科大学における体育実技では、専門の伝統武道以外に、シーズン・スポーツとしてスキー、スノーボード、スキューバダイビングも担当。

統計・疫学関連では、
- 順天堂大学医学部医学科で保健統計学の講義を5年以上にわたり担当。
- 三育学院大学では保健師養成課程（専攻科地域看護学専攻）において統計学の講義を長年にわたり担当。
- 国立国際医療センター国際協力局派遣協力課の医師、看護師を対象とする疫学・統計学勉強会で指導[3]。

## 研究活動
疫学関係において、疾患と危険因子の関連を探ることにとどまった従来の疫学の概念を、健康事象とその要因の解明といったより広い領域へ展開した研究を行っている。
近年の研究では、澤木啓祐（元日本陸上競技連盟会長・元順天堂大学学部長）との共同研究や、鈴木大地（元スポーツ庁長官）との共同研究において運動習慣、食生活、ストレスなど、保健衛生学に関連する多くの要因を取り入れた因果モデルを構造方程式（共分散構造分析）にて構築し、水泳や水中運動の健康づくりに対する寄与度を分析したり、医学の領域でシステマティック・レビューの標準手法として提唱されてきたメタ分析のような統計的手法をスポーツ科学に応用する研究をおこなっている。
スポーツ科学関係では、戸苅晴彦（東大名誉教授・元日本サッカー協会参与）の下、平成国際大学スポーツ科学研究所と共同研究などを通して繋がりが深い。

## 武道家としての活動
- 東京理科大学教授で研究者、教育者でもある武道家高橋華王に長年師事[7]。
- 合気柔術元千葉県野田支部長[8]。
- 少林流空手四段[9]。
- 柳生心眼流兵法免許皆伝[10]。
- 無也斎鬼一 https://s-marichi.com/

## 著書
- 『テキスト健康科学』 （南江堂）
- 『銃剣道術科教本 棒体操（術）から銃剣道へ』 （国際武道学会学術刊行会）
- 『保健衛生とフィットネス Health & Fittness』 （篠原出版）稲葉裕、丸山克俊、鈴木大地共著
- 『保健衛生と健康スポーツ科学』 （篠原出版新社）
- 『多変量解析実例ハンドブック』 （朝倉書店）
- 『武道の科学 時代を超えた「強さ」の秘密』 （講談社ブルーバックス）
- 『概説 健康・スポーツ科学』（八千代出版） 2011/04、ISBN 978-4842915388。[11]

その他、共著、分担執筆の著書多数あり。